# Nicolae Ionescu
Nicolae Ionescu (* 30. November 1922 in Cornet, Kreis Prahova) ist ein ehemaliger rumänischer Politiker der Rumänischen Kommunistischen Partei PCR (Partidul Comunist Român) und Diplomat, der unter anderem mehrmals Vizepräsident des Staatlichen Planungskomitees (1973 bis 1975, 1977 bis 1978 und 1982 bis 1984) sowie zwischen 1975 und 1977 Staatssekretär im Ministerium für Außenhandel und internationale wirtschaftliche Zusammenarbeit war. Zwischenzeitlich fungierte er von 1978 bis 1982 als Botschafter in den USA.

## Leben
Nicolae Ionescu begann nach dem Besuch des Liceul teoretic in Ploiești 1941 ein Studium an der Fakultät für chemische Industrie am Polytechnischen Institut Bukarest, welches er 1947 als Chemieingenieur beendete. Während seines Studiums engagierte er sich als Mitglied sowie zuletzt als Vizepräsident der Vereinigung der Studenten aus dem Kreis Prahova an der Fakultät für chemische Industrie und wurde im Oktober 1947 Mitglied der damaligen Kommunistischen Partei Rumäniens PCdR (Partidul Comunist din Romania). Nach Abschluss seines Studiums begann er 1947 seine berufliche Laufbahn in der Erdölraffinerie Nr. 2 in Ploiești und war in dieser nacheinander bis 1955 als stellvertretender Leiter der Lager- und Versandabteilung, Leiter der Planungsabteilung, Leiter der thermischen Crackanlage, Leiter des Vertriebsbereichs und zuletzt als Leiter der Fertigungsabteilung tätig. Im Anschluss war er zwischen 1955 und 1956 Leiter des Planungsdienstes der Erdölraffinerie Nr. 1 in Ploiești sowie 1956 für einige Zeit Direktor des Ölforschungs- und Verarbeitungslabors in Ploiești, ehe er am 20. Oktober 1956 Vizeminister für Erdölindustrie wurde. Er bekleidete im Anschluss vom 27. September 1965 bis zum 15. November 1967 den Posten des Vizeministers für Erdöl und wurde am 30. Dezember 1967 zudem Mitglied des Nationalen Rates für wissenschaftliche Forschung. Er fungierte daraufhin zwischen dem 15. November 1967 und dem 8. Juni 1973 als Vizeminister für chemische Industrie. Er wurde auf dem Zehnten Parteitag der PCR (6. bis 12. August 1969) zunächst Kandidat des Zentralkomitees (ZK) der PCR und behielt diese Funktion bis zum Elften Parteitag der PCR (24. bis 27. November 1974).
Am 8. Juni 1973 wurde Ionescu erstmals Vizepräsident des Staatlichen Planungskomitees (Comitetul de Stat al Planificării) und hatte diesen Posten bis zum 18. Januar 1975 inne. Darüber hinaus wurde er am 29. August 1973 Mitglied des Zentralrates für die Kontrolle der Arbeit der wirtschaftlichen und sozialen Aktivitäten. Auf dem Elften Parteitag der PCR (24. bis 27. November 1974) wurde er erstmals zum Mitglied des ZK gewählt und gehörte diesem Gremium nach seiner Bestätigung auf dem Zwölften Parteitag der PCR (19. bis 23. November 1979) bis zum Dreizehnten Parteitag der PCR (19. bis 22. November 1984) an. Er fungierte vom 18. Januar 1975 bis zum 27. Januar 1977 als Staatssekretär im Ministerium für Außenhandel und internationale wirtschaftliche Zusammenarbeit sowie als Leiter der dortigen Abteilung für internationale wirtschaftliche Zusammenarbeit. Am 22. März 1975 wurde er Mitglied der Validierungskommission der Großen Nationalversammlung (Marea Adunare Națională) und war zwischen dem 8. Februar 1977 und dem 11. September 1978 abermals Vizepräsident des Staatlichen Planungskomitees. Als Nachfolger von Nicolae M. Nicolae übernahm er am 25. September 1978 das Amt als außerordentlicher und bevollmächtigter Botschafter in den USA und verblieb auf diesem diplomatischen Posten in Washington, D.C. bis zum 20. April 1982, woraufhin Mircea Malița seine Nachfolge antrat. Nach seiner Rückkehr wurde er im April 1982 zunächst für kurze Zeit stellvertretender Direktor im Ministerium für technische Materialversorgung und Kontrolle der Anlageverwaltung, ehe er vom 30. August 1982 bis zum 26. Oktober 1984 noch einmal als Vizepräsident des Staatlichen Planungskomitees fungierte. Zuletzt wurde er am 5. September 1984 Vizepräsident des Exekutivkomitees des Volksrates im Kreis Prahova und behielt das Ministeramt bis zum Zusammenbruch des Kommunismus im Zuge der Rumänischen Revolution am 22. Dezember 1989. Er wurde auf dem Dreizehnten Parteitag der PCR (19. bis 22. November 1984) schließlich Mitglied der Zentralen Revisionskommission (ZRK), der er nach seiner Wiederwahl auf dem Vierzehnten Parteitag der PCR (20. bis 24. November 1989) bis zum Zusammenbruch des Kommunismus im Zuge der Rumänischen Revolution am 22. Dezember angehörte.

### Ehrungen und Auszeichnungen
Für seine langjährigen Verdienste wurde Nicolae Ionescu mehrfach ausgezeichnet und erhielt unter anderem 1957 den Stern der Volksrepublik Rumänien Fünfter Klasse (Ordinul Steaua Republicii Populare Române), 1964 und 1967 den Orden 23. August Vierter Klasse (Ordinul 23. August) sowie 1971 den Orden Tudor Vladimirescu Vierter Klasse (Ordinul Tudor Vladimirescu).